# Stiftung (Deutschland)
Eine Stiftung ist in Deutschland eine Einrichtung, die mit Hilfe eines Vermögens einen vom Stifter festgelegten Zweck verfolgt. Dabei soll das Vermögen auf Dauer erhalten werden und die Destinatäre können nur in den Genuss der Erträge kommen. Stiftungen können in verschiedenen rechtlichen Formen und zu jedem legalen Zweck errichtet werden. Derzeit gibt es in Deutschland 25.777 rechtsfähige Stiftungen bürgerlichen Rechts. Davon sind 90 Prozent als gemeinnützig anerkannt.
Als Stifter treten nicht nur natürliche Personen und Personengesellschaften auf, sondern auch die Kirche und der Staat (Bund und Länder).
Man unterscheidet Förderstiftungen, die Tätigkeiten Dritter finanziell fördern, und operative Stiftungen, die zur Erfüllung des Stiftungszwecks selbst Projekte durchführen. Meist sind Stiftungen auf ewig angelegt. Es werden aber auch Stiftungen mit begrenzter Lebensdauer gegründet, die ihr Vermögen nach und nach aufbrauchen (Verbrauchsstiftungen).
Eine Stiftung hat in der Regel eine Satzung, die unter anderem die Zwecke und die Art ihrer Verwirklichung festschreibt. Nach außen wird die Stiftung von einem Vorstand vertreten (der auch anders bezeichnet sein kann), es können satzungsgemäß aber auch zusätzliche Stiftungsorgane und Gremien eingerichtet werden. Eine rechtsfähige Stiftung hat weder Eigentümer noch – anders als ein Verein oder eine Gesellschaft – Mitglieder oder Gesellschafter. Sie unterliegt der staatlichen Stiftungsaufsicht und muss ab dem 1. Januar 2026 im Stiftungsregister eingetragen werden.
Der juristische Akt der Errichtung einer Stiftung wird als Stiftungsgeschäft bezeichnet. Die Hergabe von Vermögenswerten, insbesondere für gemeinnützige, mildtätige oder kirchliche Zwecke, wird als Überführung von Stiftungsvermögen in den Grundstock der Stiftung bezeichnet.

## Allgemeines
Stiftungen können sowohl als juristische Personen (rechtsfähige Stiftung des bürgerlichen oder öffentlichen Rechts) als auch in Trägerschaft eines Treuhänders (nichtrechtsfähige, unselbstständige, treuhänderische oder fiduziarische Stiftung) errichtet werden. Stiftungsähnliche juristische Personen können außerdem in der Rechtsform der Stiftungs-GmbH, der Stiftungs-AG oder des Stiftungs-Vereins errichtet werden. Die Verwendung des Begriffs Stiftung ist rechtlich nicht eingeschränkt.
Im Unterschied zu einer Körperschaft, die durch ihre mitgliedschaftliche Struktur geprägt ist, und zu einer Anstalt, die Benutzer hat, sind rechtsfähige Stiftungen durch ihr Vermögen charakterisiert und beziehen sich ggf. auf Begünstigte, sogenannte Destinatäre. Steuerrechtlich gelten die meisten Stiftungen als Steuersubjekt und unterliegen damit unter anderem der Körperschaftsteuer, wenn sie nicht als gemeinnützige Stiftungen davon befreit sind. Stiftungen können zu jedem legalen Zweck errichtet werden, der das Gemeinwohl (strikt zu unterscheiden von der steuerlichen Gemeinnützigkeit) nicht gefährdet (§ 80 Abs. 2 BGB).
Die rot-grüne Bundesregierung unter Gerhard Schröder (SPD) sorgte 2000 für ein Gesetz, das die steuerliche Förderung von Stiftungen verbesserte. Die schwarz-rote Bundesregierung unter Angela Merkel (CDU) baute 2007 die steuerliche Förderung von Stiftungen aus. Darauf stieg die Anzahl der Stiftungsneugründungen jeweils deutlich an.
Das Stiftungsrecht des Bundes und der Länder, besonders aber auch das Steuerrecht machen den Stiftern und Stiftungen eine Reihe von Vorschriften, darunter einige, die für Interpretationen und Ermessenspielräume der damit befassten Behörden offen sind. Dennoch hat sich der Charakter des Stiftens als ein Akt eigener Rechtsetzung seit dem frühen Mittelalter erhalten. Es gibt für diesen Zweck keine obligatorischen Muster- oder Standardsatzungen. Der Gestaltungswille jedes Stifters ist gefordert, um die Vorteile dieses Instruments gemeinnützigen Handelns auszuschöpfen. Gründliche konzeptionelle Vorarbeiten und eine engagierte Geschäftsführung sind unabdingbar.

## Statistik
| Stiftungstyp (Auswahl)                             | Bestand (Anzahl)                  |
| -------------------------------------------------- | --------------------------------- |
| Rechtsfähige Stiftungen bürgerlichen Rechts        | 25.777 (Stand: 31. Dezember 2023) |
| Unternehmensverbundene Stiftungen                  | >650                              |
| Unternehmensstiftungen                             | mindestens 300                    |
| nicht rechtsfähige Stiftungen / Treuhandstiftungen | 20.000 (Schätzung)                |

2023 wurden 637 Stiftungen neu gegründet (2022: 693, 2021: 863, 2020: 712, 2019: 576, 2018: 554, 2017: 549, 2016: 582, 2015: 583, 2014: 691). Auf 100.000 Bürger kamen Ende 2023 bundesweit 31 Stiftungen. Das Jahr 2007 war mit einem Plus von 1.134 Stiftungen der Höhepunkt des jährlichen Stiftungs-Wachstums in Deutschland. Nach der Reform der Regulierungen im selben Jahr ist die Rate von neu ins Leben gerufenen Stiftungen wieder auf das Niveau der Jahrtausendwende gesunken.
Regional stellt sich die Situation allerdings sehr unterschiedlich dar. 22.793 von den insgesamt 25.777 rechtsfähigen Stiftungen bürgerlichen Rechts haben ihren Sitz in den westlichen Bundesländern (ohne Berlin). Im Osten der Republik gibt es 1.903 Stiftungen (ohne Berlin). Der Abstand hängt zum einen mit den unterschiedlichen Bevölkerungszahlen und der damit verbundenen Wirtschaftskraft, Einkommen und Vermögen zusammen, hat aber auch historische Gründe. Die Stiftungsdichte (Zahl der Stiftungen pro 100.000 Einwohner) ist weiterhin in den neuen Bundesländern deutlich niedriger als in den alten Bundesländern. Bayern kam 2023 auf 34 Stiftungen pro 100.000 Einwohner, in Hessen waren es 43, in Thüringen lag diese Größe bei 21, in Brandenburg bei 11. Nordrhein-Westfalen ist das Bundesland mit den meisten rechtsfähigen Stiftungen bürgerlichen Rechts (4.992 im Jahr 2023), gefolgt von Bayern (4.460) und Baden-Württemberg (3.719). Von den Flächenstaaten weist der Süden der Republik mit Hessen, Bayern und Baden-Württemberg die höchste Stiftungsdichte auf. Bei den Stadtstaaten liegt Hamburg klar vor Bremen, währenddessen Berlin für einen Stadtstaat eine niedrige Stiftungsdichte aufweist. Im bundesweiten Städteranking nach Stiftungsdichte führt Schweinfurt 2022 mit 94 rechtsfähigen Stiftungen bürgerlichen Rechts pro 100.000 Einwohner. Die Stadt mit den meisten rechtsfähigen Stiftungen in absoluten Zahlen ist Hamburg.
Mehr als die Hälfte der rechtsfähigen Stiftungen des bürgerlichen Rechts haben zum Stiftungszweck unter anderem Unterstützung in der breit gefassten Kategorie «Gesellschaft». Je rund ein Drittel spricht Gelder für Bildung sowie Kunst und Kultur. Religiöse, internationale oder privatnützige Zwecke sind hingegen am seltensten vertreten. Eine Übersicht über Stiftungen in Deutschland enthalten das bundesweite Verzeichnis Deutscher Stiftungen sowie (nur für rechtsfähige Stiftungen bürgerlichen Rechts) die Stiftungsverzeichnisse der jeweiligen Landesstiftungsaufsichten. Von den über 25.000 deutschen Stiftungen schütten allein 4.000 Stiftungen jährlich rund 4 Milliarden Euro für das Gemeinwohl aus. Den größten Anteil daran halten mit 880 Millionen Euro die 30 größten deutschen Stiftungen.

## Organisation und Finanzen
Damit ein Gebilde wie die Stiftung langfristig bestehen kann, muss sie kompetent nach außen vertreten, geführt und verwaltet werden. Wie dies geschieht, hängt von der Größe, der Art der Zweckverwirklichung, der Zusammensetzung des Vermögens und anderen Faktoren ab. Schon von jeher konnten Stifter sich daher entscheiden, ob sie nur für diesen Zweck eine eigene Organisation errichten oder ihre Stiftung einer schon bestehenden anvertrauen wollten. Aus der ersteren Option hat sich die eigentümerlose rechtsfähige Stiftung entwickelt, die letztere bildet die nicht rechtsfähige oder treuhänderische Stiftung.
Die Rechtsform, in der eine Stiftung errichtet wird, hat für die formale Führungsstruktur und die Verantwortung der Zuständigen Konsequenzen, weniger für die praktische Administration und Tätigkeit.
Nach wie vor sind Stiftungsräte und -vorstände überwiegend ehrenamtlich für die Stiftung tätig. Nur eine Minderheit der Stiftungen hat hauptamtliches Personal. Gelegentlich wird die Verwaltung auch ganz oder teilweise externen Dienstleistern anvertraut.
Da es kein „Stiftungsregister“ in der Art eines Vereins- oder Handelsregisters gibt, kann im Rechtsverkehr nur mittels einer Vertretungsbescheinigung nachgewiesen werden, wer die Stiftung nach außen vertritt. Die regional zuständige Stiftungsbehörde führt ein Stiftungsverzeichnis, das aber keinen öffentlichen Glauben genießt. Die Veröffentlichung und Einsichtnahme ist nicht einheitlich geregelt. Während beispielsweise in Sachsen-Anhalt und Berlin ein berechtigtes Interesse an einer Einsichtnahme geltend gemacht werden muss und in den Regierungsbezirken Baden-Württembergs jeder Einsicht nehmen darf, werden in Nordrhein-Westfalen alle Informationen im Internet veröffentlicht. Zum 1. Januar 2026 wird ein bundesweites Stiftungsregister beim Bundesamt für Justiz eingerichtet, um die Regelungen auf Länderebene abzulösen.

### Entstehung

#### Stiftungsgeschäft
Zur Gründung (technisch Errichtung) einer rechtsfähigen Stiftung bekunden der oder die Stifter in einem Stiftungsgeschäft förmlich den Willen, zur Verwirklichung eines bestimmten Zwecks auf Dauer eine rechtsfähige Stiftung zu errichten und diese mit den hierzu benötigten Mitteln, das heißt einem Vermögen, und einer zweckentsprechenden Organisation, das heißt mindestens einem Vorstand, auszustatten. Das Stiftungsgeschäft bedarf der – einfachen – Schriftform, § 126 BGB. Diese genügt jedoch nicht, wenn das Stiftungsgeschäft die Übertragung von Grundbesitz auf die Stiftung vorsieht. Umstritten ist, ob in diesem Fall nur für die Auflassung oder auch für das Stiftungsgeschäft eine notarielle Beurkundung erforderlich ist.
Die Stiftung entsteht mit der Anerkennung (früher: Genehmigung) durch die Stiftungsbehörde.
Der Stifter beziehungsweise die Stifter legen im Stiftungsgeschäft, dessen wesentlicher Bestandteil die Stiftungssatzung ist, fest, zu welchem Zweck die Stiftung errichtet werden soll. Nach der Errichtung ist die Stiftung von ihrem Stifter unabhängig und seinem Einfluss entzogen, es sei denn, der Stifter hat die Gründung der Stiftung gemäß § 83 BGB von Todes wegen verfügt und einen Testamentsvollstrecker berufen, den er von den Beschränkungen des § 181 BGB befreit hat. Der Stifter kann sich allerdings auch in der Satzung Allein- und Mitentscheidungsrechte oder ein Veto gegen Entscheidungen der Stiftungsorgane vorbehalten. In der Praxis bestellt sich der Stifter – was zulässig ist – zudem regelmäßig als Mitglied eines Stiftungsorgans oder sogar als Alleinvorstand.
Wesentlich für die Stiftung ist, dass der Stifterwille auf alle Zeiten beziehungsweise bis zum Erlöschen der Stiftung für die Stiftungsorgane verbindlich bleibt, und zwar in der Form, in der er in der Satzung Ausdruck gefunden hat. Das kann dazu führen, dass der Stifter selbst an seine ursprünglichen Festlegungen in der Satzung gebunden ist, obwohl er inzwischen zum Beispiel andere Zwecke wichtiger oder eine andere Art der Zweckverfolgung sachgemäßer finden mag.
Die Stiftung ist im deutschen Recht das einzige Rechtsinstitut, mit dem eine natürliche Person es erreichen kann, ihren Willen auch noch Jahrhunderte nach ihrem Ableben für nachfolgende Generationen verbindlich zu machen. Die Einflussmöglichkeit einer verstorbenen Person endet normalerweise 30 Jahre nach dem Tode, denn das zweite bedeutsame Rechtsinstitut, um den eigenen Willen über den Tod hinaus durchzusetzen, die Dauertestamentsvollstreckung, ist nach § 2210 BGB in der Regel auf 30 Jahre beschränkt.
Wenn man eine Stiftung errichten will, dann ist die Ausstattung mit Vermögen unabdingbar. Das Vermögen muss der Höhe nach ausreichend sein, um den Zweck der Stiftung dauerhaft und nachhaltig aus den Erträgen des Vermögens verwirklichen zu können. Bei gemeinnützigen Stiftungen folgt nach der Errichtung die Prüfung durch das Finanzamt, das neuerdings mittels Verwaltungsakt den Status der Gemeinnützigkeit gewährt, wenn die Anforderungen des Gemeinnützigkeitsrechts erfüllt sind. In einigen Bundesländern erfolgt diese Prüfung bereits im Anerkennungsverfahren durch das Finanzministerium des Landes.

#### Der Staat als privatrechtlicher Stifter
Nach dem Grundsatz der Formwahlfreiheit der Verwaltung kann die öffentliche Hand ihre Aufgaben nicht nur in öffentlich-rechtlichen Handlungsformen, sondern auch in Privatrechtsformen wahrnehmen. Für die Errichtung einer privatrechtlichen Stiftung durch den Bund gelten keine eigenständigen Rechtsgrundlagen. Vielmehr gilt das private Stiftungsrecht bzw. für finanzwirksame Entscheidungen der Ressorts das Haushaltsrecht des Bundes.
Beispiele sind die Stiftung Wissenschaft und Politik, die Stiftung Warentest oder das Institut für Mittelstandsforschung Bonn, auf Landesebene beispielsweise die Bremer Heimstiftung oder die Baden-Württemberg Stiftung. Der Bund und das Land Niedersachsen sind gemeinsam Stifter der Volkswagenstiftung.

### Steuerbegünstigung
Stiftungen können, müssen aber nicht, steuerbegünstigt sein. Das Finanzamt erkennt auf Antrag der Stiftung deren Steuerbegünstigung an, wenn Satzung und tatsächliche Geschäftsführung den Anforderungen der §§ 51 ff. AO entsprechen. Gemeinnützige, mildtätige oder kirchliche Stiftungen sind von den meisten Steuern befreit. So sind bei der gemeinnützigen Stiftung die Errichtung sowie spätere Zustiftungen gemäß § 13 Abs. 1, Nr. 16, lit. b Erbschaftsteuergesetz (ErbStG) von der Erbschaft- beziehungsweise Schenkungsteuer befreit. Zuwendungen (Spenden und Zustiftungen) berechtigen den Spender oder (Zu-)Stifter darüber hinaus zum Sonderausgabenabzug. Für Spenden und Zustiftungen an rechtsfähige und treuhänderische Stiftungen gibt es – gegenüber Zuwendungen (Spenden) an andere gemeinnützige Einrichtungen – zusätzliche Höchstbeträge beim Sonderausgabenabzug. Mit dem Gesetz zur weiteren Förderung des Bürgerschaftlichen Engagements, das im Frühjahr 2007 verabschiedet wurde und rückwirkend zum 1. Januar 2007 in Kraft trat, wurde zum Beispiel der Höchstbetrag für die Ausstattung von Stiftungen angehoben.
Wer als Privatperson in den Vermögensstock einer gemeinnützigen Stiftung einzahlt, kann dies bei der Einkommensteuer geltend machen. Dabei lassen sich pro Person bis zu eine Million Euro, verteilt auf zehn Jahre, steuerlich absetzen (der zu versteuernde Betrag verringert sich entsprechend). Ehepaare können bis zu zwei Millionen Euro absetzen. Privatpersonen ist zusätzlich erlaubt, Spenden an eine gemeinnützige Stiftung bis zu einer Höhe von 20 Prozent der Einkünfte steuerlich geltend zu machen.
Nicht gemeinnützige Stiftungen genießen keine steuerlichen Vorteile. Bei der Übertragung des Vermögens auf eine solche Stiftung fällt Schenkungsteuer an (§ 7 Abs. 1 Nr. 8 ErbStG). Einkünfte unterliegen der Körperschaft- und Gewerbesteuer. Begünstigt eine Stiftung überwiegend oder ausschließlich Mitglieder einer bestimmten Familie oder mehrerer Familien, wird sie auch als Familienstiftung bezeichnet. Bei Familienstiftungen fällt alle 30 Jahre die so genannte „Erbersatzsteuer“ an, bei der ein Vermögensübergang auf zwei Kinder (also dem doppelten Freibetrag für Kinder und dem entsprechenden Erbschaftssteuersatz) simuliert wird. Die Stiftung beerbt sich gewissermaßen selbst. Häufig werden Familienstiftungen daher kurz vor dem Ablauf der 30-Jahres-Frist in gemeinnützige Stiftungen umgewandelt. Damit entfällt die Erbersatzsteuer. Die Erträge der Stiftung kommen zukünftig aber nicht mehr der Familie, sondern gemeinnützigen Zwecken zugute.
Das Gemeinnützigkeitsrecht erlaubt, dass Stiftungen bis zu einem Drittel ihrer Vermögenserträge für den „angemessenen“ Unterhalt des Stifters und seiner nächsten Angehörigen (Kinder und Enkelkinder) sowie die Pflege ihres Andenkens und ihrer Gräber verwenden dürfen (§ 58 Nr. 6 AO). Viele Stiftungssatzungen sehen diese Möglichkeit daher vor. Die Empfänger müssen solche Leistungen versteuern. Auch auf diese Weise lassen sich also keine Steuern sparen. Gleichwohl hat eine Stiftung stets für einen eng ausgewählten Mitarbeiterkreis auch die Funktion eines soliden „Arbeitgebers“ im weitesten Sinne.

### Die wirtschaftlichen Verhältnisse
Die sogenannten Anstaltsträgerstiftungen betreiben Einrichtungen für behinderte Menschen, Krankenhäuser oder Seniorenheime. Es handelt sich um sozialwirtschaftliche Unternehmungen. Bekannte Beispiele sind die Stiftung Liebenau (Bodensee), die v. Bodelschwinghschen Stiftungen Bethel (Bielefeld) oder die Graf-Recke-Stiftung (Düsseldorf). Ihr Vermögen besteht in der Regel nahezu ausschließlich aus betriebsnotwendigen Vermögenswerten; sie erzielen naturgemäß fast ausschließlich Erträge aus ihrer Tätigkeit, das heißt ihre Leistungen werden zum Beispiel von den Sozialversicherungsträgern bezahlt. Dies bildet zwar betriebswirtschaftlich gesehen eine Form des return on investment, unterscheidet sich aber von der Erwirtschaftung einer Rendite aus zweckfremden Vermögensanlagen, wie sie für Förderstiftungen üblich sind.
Gemeinnützige und mildtätige Förderstiftungen erfüllen ihre Aufgaben traditionell überwiegend aus Erträgen eines rentierlichen Vermögens, das der Stifter bei der Gründung oder nach und nach bereitgestellt hat. Das können Geldvermögen sein, aber auch Immobilien, Kunstwerke, Beteiligungen an Unternehmen, verwertbare Rechte und vieles andere; soweit die gestifteten Vermögenswerte Erträge erbringen (Zinsen, Mieten, Pachten, Dividenden usw.), die dem Stiftungszweck zugutekommen. Ein Mindestvermögen ist nicht festgelegt, wenn der Stiftungszweck, die gewählte Rechtsform und sonstige Umstände ein plausibles Konzept für eine nachhaltige Stiftungsarbeit ergeben und die Erträge des Vermögens für eine gemäß § 80 Abs. 1 BGB dauerhafte und nachhaltige Zweckverwirklichung ausreichen. Die anhaltende Niedrigzinsphase bereitet immer mehr Stiftungen finanzielle Schwierigkeiten, da sie nicht mehr die nötigen Kapitalerträge erwirtschaften können.
Seit den 1990er Jahren treten Stiftungen auch auf dem Fundraising- und Spendenmarkt auf und werden als Basis für das Einwerben von Zustiftungen, Spenden, Vermächtnissen und Erbschaften genutzt. Zu dieser Gruppe gehören die Gemeinschafts- und Bürgerstiftungen. 

## Arten von Stiftungen

### Rechtsfähige Stiftung des bürgerlichen Rechts
Eine rechtsfähige Stiftung kann sich an weiteren juristischen Personen beteiligen, beispielsweise der Stiftung & Co. KG oder der Stiftung GmbH & Co. KG.
Gemeinnützige rechtsfähige Stiftungen bürgerlichen Rechts werden nicht nur von der zuständigen Landesstiftungsaufsicht kontrolliert, sondern auch von der Finanzbehörde.

#### Errichtung einer Stiftung
Eine rechtsfähige Stiftung des bürgerlichen Rechts (auch rechtsfähige Stiftung des privaten Rechts genannt) wird errichtet durch
- das Stiftungsgeschäft, also eine einseitige Willenserklärung des Stifters, die unter Lebenden oder von Todes wegen (in einem Testament oder Erbvertrag) erfolgen kann, sowie die
- staatliche Anerkennung durch die Stiftungsbehörde des Landes, in dem die Stiftung ihren Sitz hat (§ 81 BGB).

Die rechtsfähige Stiftung des bürgerlichen Rechts ist in den §§ 80 ff. BGB geregelt; ergänzende Rechtsvorschriften finden sich in den Stiftungsgesetzen der Länder. Durch das Stiftungsgeschäft muss die Stiftung eine Satzung erhalten, die nach § 81 BGB mindestens Folgendes enthalten muss:
- den Namen der Stiftung
- den Sitz der Stiftung
- den Zweck der Stiftung
- das Vermögen der Stiftung
- die Bildung des Vorstands der Stiftung

Wird die Stiftung – wie meist – zu gemeinnützigen, mildtätigen oder kirchlichen Zwecken errichtet, muss die Satzung weitere Angaben enthalten, so zur Art der Zweckverwirklichung und zur Vermögensbindung für steuerbegünstigte Zwecke. Die Satzung kann darüber hinaus weitere Regelungen enthalten, zum Beispiel zur Bildung weiterer Stiftungsorgane wie beispielsweise eines Stiftungsrates, Aufsichtsrates, Verwaltungsrates, eines Kuratoriums oder auch zur Art der Vermögensverwaltung.
Bis zur Anerkennung der rechtsfähigen Stiftung durch die entsprechende Behörde kann der Stifter das Stiftungsgeschäft widerrufen. Verstirbt der Stifter, nachdem er die Anerkennung beantragt hat, haben die Erben kein Widerrufsrecht. Ist die Stiftung anerkannt, erlischt das Widerrufsrecht des Stifters. Mit der Anerkennung erwirbt die Stiftung gegenüber dem Stifter einen Anspruch auf Übertragung des im Stiftungsgeschäft zugesagten Ausstattungsvermögens.
Von dem Errichtungsakt ist die Übertragung des Vermögens auf die Stiftung zu trennen (§ 82 BGB). Bei der Errichtung einer rechtsfähigen Stiftung zu Lebzeiten gehen mit der Anerkennung nur solche Rechte unmittelbar auf die Stiftung über, bei denen eine Willenserklärung zur Übertragung genügt (beispielsweise die Abtretung einer Forderung). Andere Vermögensgegenstände werden nach den jeweiligen Vorschriften übertragen, Grundstücke beispielsweise durch Auflassung und Eintragung im Grundbuch, GmbH-Anteile durch notarielle Abtretung. Bei der Errichtung einer rechtsfähigen Stiftung von Todes wegen werden die Nachlassgegenstände, die der Stiftung zugedacht sind, nach den Vorschriften des Erbrechts übertragen. Dabei gilt nach § 80 Abs. 2 BGB die Stiftung als schon vor dem Tod des Stifters entstanden und kann ihn deshalb beerben.
Mindestkapitalausstattungen sind in den Stiftungsgesetzen der Länder nicht vorgeschrieben. Das BGB selbst schreibt lediglich vor, dass „die dauernde und nachhaltige Erfüllung des Stiftungszwecks gesichert“ erscheinen muss (§ 80 Abs. 1 BGB). In der Verwaltungspraxis fordern die meisten Stiftungsbehörden ein Ausstattungskapital von mindestens 25.000 Euro, in einigen Bundesländern auch mehr, insbesondere dann, wenn die Stiftung selbst operativ tätig sein, also ihre Erträge nicht lediglich an andere gemeinnützige Organisationen weiterreichen soll. Dabei wird nur ertragbringendes Vermögen berücksichtigt, also zum Beispiel keine von der Stiftung selbst genutzten Immobilien.
Die rechtsfähige Stiftung kann sich an weiteren Rechtsformen beteiligen, beispielsweise der Stiftung & Co. KG oder der Stiftung GmbH & Co. KG.

#### Ende einer Stiftung
Das Ende einer Stiftung wird in der Satzung geregelt. Meist müssen dafür alle Stiftungsorgane (Vorstand und Kuratorium, sofern es eins gibt) gemeinsam entscheiden. Der Beschluss braucht die Genehmigung der Stiftungsbehörde. Meist ist in der Satzung angegeben, wem das Vermögen zufällt; wenn nicht, regelt dies das Stiftungsgesetz des Bundeslandes. Meist ist das Land Anfallsberechtigter. Das Vermögen und die Erträge müssen jedoch in einer den Zwecken der aufgelösten Stiftung entsprechenden Weise verwendet werden.

### Stiftung des öffentlichen Rechts
Neben den Stiftungen des Privatrechts/bürgerlichen Rechts bestehen Stiftungen des öffentlichen Rechts. Diese bilden neben den Körperschaften des öffentlichen Rechts und Anstalten des öffentlichen Rechts einen Organisationstyp öffentlich-rechtlicher juristischer Personen. Während die Abgrenzung zur Körperschaft durch die einer Stiftung fehlenden Mitglieder gekennzeichnet ist, ist die Abgrenzung zur Anstalt in der juristischen Literatur umstritten. Teilweise wird die Stiftung öffentlichen Rechts als Unterfall der Anstalt öffentlichen Rechts eingeordnet.

### Nicht rechtsfähige Stiftung
Eine nicht rechtsfähige Stiftung, die auch als unselbstständige, treuhänderische, fiduziarische Stiftung oder (wenn von einer Stiftung als Treuhänderin verwaltet) als Unterstiftung bezeichnet wird, wird durch einen Vertrag zwischen dem Stifter und dem Treuhänder (Träger) errichtet. Der Stifter überträgt das Stiftungsvermögen an den Treuhänder, der es getrennt von eigenem Vermögen verwaltet. Meldet ein Treuhänder Insolvenz an, so kann, wenn entsprechende Vorkehrungen nicht getroffen wurden, das von ihm verwaltete Stiftungsvermögen in die Insolvenzmasse eingehen.
Der Stiftungszweck und die übrigen grundlegenden Festlegungen werden in einer Satzung niedergelegt, die Bestandteil des Vertrages mit dem Treuhänder ist. Häufig erhält die Stiftung ein eigenes Gremium, das über die Verwendung der Stiftungsmittel entscheidet. Nach außen handelt der Treuhänder für die Stiftung, die keine eigene Rechtspersönlichkeit hat. Die nicht rechtsfähige Stiftung ist nicht ausdrücklich im Bürgerlichen Gesetzbuch geregelt. Für sie gilt das allgemeine Zivilrecht, also vor allem das Recht der Schenkung (für die Vermögensübertragung) und des Auftrags (für das Treuhandverhältnis), vorrangig aber die besonderen Vereinbarungen im Vertrag zwischen dem Stifter und dem Treuhänder.
Die nicht rechtsfähige Stiftung untersteht keiner behördlichen Stiftungsaufsicht. Gleichwohl kann bei der zuständigen Finanzbehörde die Anerkennung der Gemeinnützigkeit beantragt werden. Unter Umständen kann der Stiftungszweck entsprechend den Regelungen in der Satzung sehr einfach geändert beziehungsweise die Stiftung sogar aufgelöst werden, ohne dass es der Zustimmung eines Kontrollorgans oder einer Behörde bedarf.
Vorteile einer Treuhandstiftung können in der unkomplizierteren Entscheidungsfindung, der einfacheren Verwaltung und den daraus resultierenden günstigeren Verwaltungskosten liegen.

### Kirchliche Stiftungen

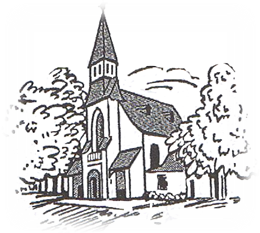
Kirchliche Stiftung: Stiftung Wallfahrtskapelle Maria Hilf Beselich

Eine Sonderform der rechtsfähigen Stiftungen bürgerlichen oder – häufiger – öffentlichen Rechts sind die kirchlichen Stiftungen. Kirchliche Stiftungen dienen überwiegend kirchlichen Aufgaben und werden entweder von einer Kirche errichtet oder sollen – entsprechend dem Willen des Stifters – der Aufsicht einer kirchlichen Stelle unterliegen.
Ihre Anerkennung erfolgt durch die zuständige staatliche Behörde, die Aufsicht über sie obliegt jedoch nicht dem Staat, sondern ausschließlich der jeweils nach Kirchenrecht zuständigen Kirchenbehörde. In den Bundesländern Berlin und Hamburg gibt es keine kirchlichen Stiftungen in diesem Sinne; vergleichbare Stiftungen unterliegen hier ebenfalls der staatlichen Stiftungsaufsicht.
Rechtsfähige kirchliche Stiftungen werden ebenfalls in die von den Stiftungsbehörden geführten Stiftungsverzeichnisse aufgenommen. Eine der ersten neueren Stiftungen dieser Art ist die Heilig Kreuz-Stiftung im Bistum Essen. Weithin bekannt geworden ist die 2005 gegründete Stiftung Geburtshaus Papst Benedikt XVI., eine kirchliche Stiftung öffentlichen Rechts.

### Familienstiftungen
Familienstiftungen sind rechtsfähige Stiftungen bürgerlichen Rechts, die ausschließlich oder überwiegend dem Wohl der Mitglieder einer oder mehrerer bestimmter Familien dienen, sei es durch Gewährung von Zuwendungen (Kapitalstiftung) oder durch Aufrechterhaltung einer Vermögensgesamtheit wie zum Beispiel Unternehmen (Anstaltsstiftung). Zu unterscheiden ist die unternehmensverbundene von der privaten Familienstiftung, die nur steuerliches Privatvermögen verwaltet. Auch hier erfolgt die Anerkennung durch die zuständige staatliche Behörde. Eine Aufsicht erfolgt nur insoweit, als sicherzustellen ist, dass ihr Bestand und ihre Betätigung nicht dem Gemeinwohl zuwiderlaufen.
Familienstiftungen sind grundsätzlich nicht gemeinnützig. So ist die Einbringung des Stiftungsvermögens bei der Gründung schenkungsteuerpflichtig und daneben kommt es zu einer besonderen Erbschaftsbesteuerung, der so genannten Erbersatzsteuer (siehe Abschnitt „Organisation und Finanzen“, Unterabschnitt „Steuerbegünstigung“ weiter oben).
Seit der Stiftungsreform 2002 (vergleiche § 80 Abs. 2 BGB) kommt die Familienstiftung auch für mittelständische Unternehmen als Rechtsform in Betracht, wenn die Unternehmensleitung professionell durch familienfremde Manager erfolgen soll (Lösung der Nachfolgeproblematik). Weitere Vorteile einer unternehmensverbundenen Familienstiftung sind aus Unternehmersicht die Abwehr von Haftungsrisiken, von Pflichtteils- und Zugewinnausgleichsansprüchen, sowie die Minimierung wirtschaftlicher Störfaktoren, insbesondere aus dem Bereich der Mitbestimmung und die Gefahr der feindlichen Unternehmensübernahme.
Steuerlich ist die Einbringung von Betriebsvermögen beziehungsweise von Kapitalanteilen in die Stiftung begünstigt. Familienstiftungen (und auch andere Stiftungen) kommen inzwischen bei der Gründung von anderen Gesellschaften als Vehikel dazu, so bei der Familienstiftung & Co. KG. (Siehe auch: Vermögensverwaltende Familiengesellschaft.)

### Privatnützige Stiftungen
Privatnützige Stiftungen sind das Bindeglied zwischen der gemeinnützigen Stiftung und der Familienstiftung. Will zum Beispiel ein Unternehmer für die Angehörigen seines Betriebes eine Sozialstiftung gründen, kann er dies nicht in der Form der gemeinnützigen Stiftung tun, da Gemeinnützigkeit die Förderung der Allgemeinheit und nicht eines begrenzten Personenkreises voraussetzt. Die privatnützige Stiftung ist steuerlich nicht begünstigt.

### Gemeinschafts-, Dach-, Verbund- und Bürgerstiftungen
Zunehmend finden Gemeinschaftsstiftungen Verbreitung. Diese Stiftungen werden nicht nur von einem Stifter, sondern von mehreren gemeinsam ausgestattet. Ihr Stiftungsvermögen wächst vor allem durch Zustiftungen, die auch in Themenfonds separat verwaltet werden können. Daneben verwalten sie häufig von Dritten errichtete unselbstständige Stiftungen (Treuhandstiftungen). Viele Gemeinschaftsstiftungen, zum Beispiel die Bewegungsstiftung, bieten ihren Stiftern verschiedene Möglichkeiten der Partizipation und Mitarbeit.
Stiftungen, die sowohl Spenden und Zustiftungen entgegennehmen als auch Treuhandstiftungen verwalten, werden auch als Dachstiftungen bezeichnet. Soll durch ein solches Stiftungsmodell ein Verein finanziell gestärkt werden, auf den auch die Gründungsinitiative zurückgeht und in dessen Organisationszusammenhang die Stiftung steht, ist von Verbundstiftung die Rede. Viele Bewegungsorganisationen, wie Greenpeace oder medico international, haben solche Stiftungen errichtet.
Gemeinschaftsstiftungen können bestimmten Zwecken gewidmet sein, wie beispielsweise die Deutsche Stiftung Denkmalschutz oder der Kölner Gymnasial- und Stiftungsfonds, der die Verwaltung für mehrere hundert Bildungsstiftungen übernimmt, die von Privatpersonen gegründet wurden. Stiftungen, die für bestimmte Städte oder Regionen aktiv sind und viele verschiedene Zwecke fördern, werden als Bürgerstiftungen bezeichnet.

### Unternehmensverbundene Stiftungen
Unter unternehmensverbundenen Stiftungen versteht man solche, die Anteile an Unternehmen halten (zum Beispiel Bertelsmann Stiftung, Lidl-Stiftung, letztere in Rechtsform der Stiftung & Co. KG) oder ein Unternehmen selbst betreiben (etwa vormals die Carl-Zeiss-Stiftung). Auch unternehmensverbundene Stiftungen können gemeinnützig sein, so wie die Bertelsmann Stiftung oder die Possehl-Stiftung. Die ausgeschütteten Erträge des Unternehmens dürfen dann ausschließlich für steuerbegünstigte Zwecke eingesetzt werden. Allerdings haben gemeinnützige unternehmensverbundene Stiftungen laut Abgabenordnung, Paragraph 58, Nr. 10 und Paragraph 62, Abs. 1, Nr. 4, auch das Recht, ihre Erträge zum Erwerb von weiteren Unternehmensanteilen zu nutzen – mit dem Ziel, die prozentuale Beteiligung am Unternehmen zu erhalten. Auch die Aufstockung der Beteiligung ist möglich. Solche Stiftungen werden gelegentlich zur Regelung der Unternehmensnachfolge eingesetzt (siehe Erbschaftsteuer in Deutschland). Die Gemeinnützigkeit unternehmensverbundener Stiftungen wird zunehmend kritisch betrachtet, insbesondere dann, wenn – wie zum Beispiel im Falle der Bertelsmann Stiftung – enge persönliche Verflechtungen zwischen den Organen der Stiftung und dem Unternehmen bestehen, an der die Stiftung als Gesellschafterin beteiligt ist. Auch die Betätigung der Bertelsmann Stiftung als politikberatende Denkfabrik lässt nach Ansicht von Kritikern Zweifel an der Gemeinnützigkeit dieser unternehmensverbundenen Stiftung aufkommen.
Unternehmensverbundene Familienstiftungen sind seit der Stiftungsreform 2002 auch für mittelständische Unternehmen eine Rechtsformalternative, wenn die Unternehmensleitung in die Hände familienfremder, professioneller Manager gelegt werden soll. Bei einer unternehmensverbundenen Familienstiftung handelt es sich entweder um eine Stiftung, die selbst als Einzelkaufmann im Handelsregister eingetragen ist (Unternehmensstiftung) oder die als Gesellschafter einer Personen- oder Kapitalgesellschaft Vorstands- oder Geschäftsführungstätigkeiten ausüben und als Kontrollorgan tätig werden kann (Beteiligungsträgerstiftung). Bei einer Beteiligungsträgerstiftung (zum Beispiel Schickedanz Holding Stiftung & Co. KG oder Vorwerk Elektrowerke Stiftung & Co. KG) kann die Stiftung selbst als persönlich haftender Gesellschafter mit Familienmitgliedern als Kommanditisten oder aber die Stiftung selbst als Kommanditist in Erscheinung treten. Bei der Unternehmensnachfolge soll die Einschaltung einer Firmenstiftung als Beteiligungsträgerstiftung Unternehmenskontinuität sichern.

Recht verbreitet ist das Doppelstiftungsmodell, bei der eine Familienstiftung mit einer gemeinnützigen Stiftung über eine Holding (zum Beispiel Gesellschaft mit beschränkter Haftung (GmbH)) verbunden wird: Die Kapitalanteile werden überwiegend von einer rechtsfähigen gemeinnützigen Stiftung gehalten (zum Beispiel 90 % Kapital und 10 % Stimmen an der Holding), die Erträge werden für steuerbegünstigte Zwecke verwendet. Ein geringerer Teil des Kapitals kommt einer (nicht steuerbegünstigten) Familienstiftung zu (zum Beispiel 10 % Kapital und 90 % Stimmen); aus den ihr zufallenden Erträgen wird die Familie versorgt. Die mit der Unternehmensbeteiligung verbundenen Stimmrechte (und ggf. ein überproportionaler Anteil der Gewinnbezugsrechte) werden dabei auf die Familienstiftung oder zum Beispiel eine Verwaltungsgesellschaft übertragen. Ziel der Konstruktion ist es, die Unternehmenserträge, die nicht zur Versorgung des Stifters und seiner Familie gebraucht werden, dem Gemeinwohl zur Verfügung zu stellen (und dabei in entsprechendem Umfang auch die Erbschaftsteuer zu vermeiden, die zu einer erheblichen Liquiditätsbelastung werden kann – im Beispiel: 90 %). Gleichzeitig soll der Familie der Einfluss auf die Geschäftspolitik des Unternehmens erhalten bleiben. Eines der bekanntesten Beispiele für Doppelstiftungen ist das der Robert Bosch GmbH.

## Stiftungsersatzformen
Nicht jede als „Stiftung“ bekannte Institution hat tatsächlich diese Rechtsform. Die meisten parteinahen Stiftungen in Deutschland sind als eingetragene Vereine organisiert (Beispiele: Konrad-Adenauer-Stiftung usw.), andere bedeutende Stiftungen als gemeinnützige GmbH (gGmbH), wie beispielsweise die Robert Bosch Stiftung GmbH oder die Klaus Tschira Stiftung gGmbH. Mit den Mitteln des Vereinsrechts oder Gesellschaftsrechts werden dabei Stiftungsstrukturen simuliert. Die Mitglieder oder Gesellschafter vertreten nicht ihre eigenen Interessen, sondern agieren als Treuhänder des Stifterwillens. Die Dauerhaftigkeit der Vermögensbindung an den Stifterwillen wird durch Satzungsvorschriften erreicht, die eine Änderung der Satzung erschweren oder an die Zustimmung des Stifters binden. Diese Rechtsformen bieten eine im Vergleich zur rechtsfähigen Stiftung bürgerlichen Rechts höhere Flexibilität. Zudem unterstehen sie nicht der staatlichen Stiftungsaufsicht.
Die Gründung einer Stiftungs-GmbH erfolgt nach den Regeln des GmbH-Rechts (Gesellschafterbeschluss und Eintragung in das Handelsregister), die Gründung eines Stiftungsvereins nach den Regeln des Vereinsrechts (Beschluss der Gründungsmitglieder und Eintragung in das Vereinsregister). Weder das Stiftungsrecht im BGB noch die Stiftungsgesetze der Länder finden auf diese als Stiftungen bezeichneten anderen Rechtsformen Anwendung, auch nicht im Wege der Analogie. Im Hinblick auf den Grundsatz der Firmenwahrheit (§ 18 Abs. 2 HGB), der nicht nur für die GmbH, sondern in entsprechender Anwendung auch für den Verein gilt, ist die Verwendung des Namensbestandteils „Stiftung“ zulässig, wenn das betreffende Gebilde eine stiftungsähnliche Struktur aufweist (also: auf Dauer angelegter Stiftungszweck, stiftungsähnliche Organisation und ausreichende Vermögensausstattung).
Festzuhalten ist, dass die gemeinnützige Stiftungs-GmbH bei entsprechender Satzungsgestaltung ähnlich wie eine Stiftung eine dauerhafte Vermögensbindung gewährleisten kann: Das GmbHG enthält kein Kündigungsrecht und der Ausschluss von Abfindungen für ausscheidende Gesellschafter sowie die unentgeltliche Einziehung von GmbH-Anteilen sind möglich; allerdings bedarf die Stiftungs-GmbH entsprechender Gesellschafter, während die Stiftung im eigentlichen Sinne losgelöst von Mitgliedern oder Gesellschaftern ist. Bekannte Beispiele einer gemeinnützigen Stiftungs-GmbH sind die Robert-Bosch-Stiftung GmbH, die sich der öffentlichen Gesundheitspflege widmet, und die FAZIT-STIFTUNG Gemeinnützige Verlagsgesellschaft mbH, die unter anderem an der FAZ beteiligt ist und Wissenschaft und Bildung unterstützt, unter anderem durch die Vergabe von Stipendien für die Journalistenausbildung.

## Große Stiftungen
Die größten Stiftungen (unter Einschluss von Ersatzformen) gemessen am Stiftungsvermögen und an den Auszahlungen beziehungsweise Gesamtausgaben in Deutschland sind:
| Stiftung                                      | Stifter                                | Vermögen in Millionen Euro | Auszahlungen / Gesamtausgaben in Millionen Euro | Ausgaben zu Vermögen |
| --------------------------------------------- | -------------------------------------- | -------------------------- | ----------------------------------------------- | -------------------- |
| Robert Bosch Stiftung GmbH                    | Robert Bosch                           | 5.359 1                    | 105 4                                           | 01,7 %               |
| Else Kröner-Fresenius-Stiftung                | Else Kröner                            | 3.350 2                    | 21 3                                            | 00,63 %              |
| Dietmar Hopp Stiftung gGmbH                   | Dietmar Hopp                           | 3.000 2                    | 30                                              | 01,0 %               |
| VolkswagenStiftung                            | Deutschland und das Land Niedersachsen | 2.433 2                    | 119                                             | 04,9 %               |
| Deutsche Bundesstiftung Umwelt                | Deutschland                            | 2.389 1                    | 90 4                                            | 02,8 %               |
| Baden-Württemberg Stiftung gGmbH              | Baden-Württemberg                      | 2.246 1                    | 59 4                                            | 02,1 %               |
| Klaus Tschira Stiftung gGmbH                  | Klaus Tschira                          | 2.079 1                    | 28                                              | 01,4 %               |
| Joachim Herz Stiftung                         | Joachim Herz                           | 1.551 1                    | 53 4                                            | 00,46 %              |
| Bertelsmann Stiftung                          | Reinhard Mohn                          | 1.252 1                    | 66 4                                            | 010,1 %              |
| Alfried Krupp von Bohlen und Halbach-Stiftung | Alfried Krupp von Bohlen und Halbach   | 1.200 1                    | 8 3                                             | 01,6 %               |
| Software AG-Stiftung                          | Peter Schnell                          | 1.105 1                    | 45 4                                            | 01,9 %               |
| Gemeinnützige Hertie-Stiftung                 | Georg Karg                             | 837 1                      | 32 4                                            | 03,5 %               |
| ZEIT-Stiftung Ebelin und Gerd Bucerius        | Gerd Bucerius                          | 786 1                      | 20 4                                            | 03,2 %               |
| Körber-Stiftung                               | Kurt A. Körber                         | 540 1                      | 19 4                                            | 04,0 %               |
| Fritz Thyssen Stiftung                        | Fritz Thyssen                          | 448 1                      | 23 4                                            | 03,9 %               |
| Stiftung Warentest                            | Deutschland                            | 211 1                      | 60 4                                            | 031,3 %              |
| Deutsche Stiftung Denkmalschutz               | Deutschland                            | 184 1                      | 36 4                                            | 019,5 %              |
| Hans Erich und Marie Elfriede Dotter-Stiftung | Hans Erich Dotter                      | 150 1                      | 6 4                                             |                      |
| Stiftung Mercator                             | Familie Schmidt-Ruthenbeck             | 117 1                      | 75 4                                            | 050,7 %              |

Anmerkungen:
Die Angaben zu den Stiftungsvermögen sind mit einer gewissen Vorsicht zu genießen: So zählt zum Beispiel zum Vermögen der Bertelsmann Stiftung eine Beteiligung an der Bertelsmann SE & Co. KGaA in Höhe von 76,9 % des Aktienkapitals. Mangels Börsennotierung der Bertelsmann SE & Co. KGaA lässt sich der Wert der Anteile jedoch nicht ohne eine Bewertung des Unternehmens ermitteln und fließt daher nur mit dem Buchwert in die Statistik des Bundesverbandes ein.

### Weitere große Stiftungen
- Schwarzkopf-Stiftung Junges Europa
- Siepmann-Stiftung des Stifters Karl Albrecht (Aldi Süd) mit angeschlossener Oertl-Stiftung und Elisen-Stiftung
- Markus-Stiftung des Stifters Theo Albrecht (Aldi Nord)
- Dieter-Schwarz-Stiftung des gleichnamigen Gründers der Schwarz-Gruppe (Lidl und Kaufland)
- DM-Werner Stiftung, in welche der Gründer Götz Werner seine Unternehmensanteile einbrachte[34]
- Dussmann-Stiftung, welche die Dussmann-Gruppe kontrolliert.[35]
- Im April 2015 wurde bekannt, dass Michael Otto und weitere Familienmitglieder einen Großteil ihrer Mehrheitsbeteiligungen im Wert von mehreren Milliarden Euro an der Otto Group, bzw. ECE Projektmanagement in eine neue Stiftung übertragen werden oder haben.[36][37]

## Kritik
Mehrere Autoren verweisen darauf, dass Unternehmerfamilien Erbschaftsteuer sparen, wenn sie eine gemeinnützige Stiftung gründen und das Unternehmen ganz oder in Teilen auf diese Stiftung übertragen. Gleichwohl könnten diese Familien durch eine entsprechende Stiftungs-Konstruktion dafür sorgen, dass sie – oder von ihnen beauftragte Dritte – die Kontrolle über das Unternehmen behalten. Thomas Schuler nannte als Beispiel den Bertelsmann-Gründer Reinhard Mohn, der 1977 die Bertelsmann Stiftung gründete. Nach dem Tode Reinhard Mohns im Jahr 2009 habe dessen Familie geschätzte 4,6 Milliarden Euro Erbschaftsteuer eingespart.
Das Finanzministerium Baden-Württemberg erklärte 2007, dass das Gemeinnützigkeitsrecht Stiftungen gegenüber Vereinen bevorzugt. So ist es einem gemeinnützigen Verein untersagt, mögliche Überschüsse an seinen Vorstand oder seine Mitglieder auszuzahlen. Eine Stiftung hingegen darf bis zu einem Drittel ihrer Erträge an den Stifter und seine Angehörigen ausschütten, ohne dass der Status der Gemeinnützigkeit verloren geht.
Der Soziologe Frank Adloff schrieb: Stiftungen tragen dazu bei, dass einflussreiche Menschen ihren Einfluss noch erweitern. So erhält z. B. ein Unternehmer, der stiftet, Zugang zu Bereichen, in denen seine Stiftung als Förderer auftritt. Also zu Kunst, Kultur, Wissenschaft oder Bildung und zu den dortigen Entscheidern. Adloff erklärte: „Die meisten Stifter verfügen über große Netzwerke beziehungsweise Sozialkapital, und es vergrößert sich über die Dauer der Stiftungsarbeit kontinuierlich.“
Die Stiftungsrechts-Experten Professor Rainer Hüttemann und Professor Peter Rawert erklärten 2013, dass viele Klein-Stiftungen zu wenig Stiftungskapital besitzen und während der anhaltenden Niedrigzins-Phase zu wenig Erträge erwirtschaften, um ihren Stiftungszweck erfüllen zu können. Das Stiftungskapital liege damit brach, die Gesellschaft habe davon keinen oder nur wenig Nutzen. Eine Lösung könnte darin bestehen, eine bestehende Stiftung in eine Verbrauchsstiftung umzuwandeln. Eine nachträgliche Umwandlung ist allerdings rechtlich schwierig – es sei denn, ein solcher Schritt wurde bereits in der Satzung der Stiftung verankert.